# Lucy Mair
Lucy Philip Mair (Banstead, 1901 - Londres, 1986) va ser una escriptora prolífica, antropòloga social i assessora del govern britànic sobre benestar i l’administració colonial. Com a antropòloga va destacar arran de la seva clara anàlisi de l’àmbit d’estudi d’aquesta disciplina i, especialment, arran dels seus estudis d'antropologia aplicada. Va escriure sobre temes relacionats amb l’organització social i va contribuir a apropar l'antropologia —el coneixement sobre les cultures— a la governança i a la política. També va ser una figura important en l’àmbit de les relacions internacionals, ja que gràcies a la seva abasta tasca acadèmica sobre l'administració colonial va poder-hi prendre un paper cabdal.

## Biografia

### Infantesa i educació
Lucy Philip Mair va néixer el 18 de gener de 1901 a Banstead (Surrey). Va créixer en una família força activa i va ser la més gran de quatre fills del matrimoni de Jessy —posteriorment, Janet— Thompson Philip (1876-1959) i David Beverdige Mair (1868-1942). La seva mare va treballar a l’administració universitària i el seu pare era un antic docent de matemàtiques al Christ’s College (Cambridge) i funcionari.
Mair va assistir a la St. Paul’s School per a noies i, en acabar, es va incorporar al Newnham College (Cambridge), on va estudiar Estudis Clàssics i es va graduar amb una llicenciatura en arts l’any 1923. Durant uns anys, va ser secretària de Sir Gilbert Murray, un conegut acadèmic classicista amb inclinacions cap a l’antropologia, reforçades per la designació del seu germà Sir Herbert Murray com a administrador de Papua Nova Guinea. En aquest període també va treballar per la Lliga de les Nacions, i ho va aprofitar per escriure sobre la protecció de minories en el marc d’aquesta mateixa organització.

### Inicis com a antropòloga i treball de camp (1927-1932)
L’any 1927, es va incorporar a la London School of Economics (LSE) com a docent del nou departament d’estudis internacionals —posteriorment, relacions internacionals. En aquesta mateixa institució Bronislaw Malinowski ja estava desenvolupament la teoria funcionalista. Allà, Mair va descobrir que la docència de Malinowski concordava amb el seu interès en els drets de les minories i, havent assistit a alguns dels seus seminaris, va decidir convertir-se en antropòloga. Més tard, durant els anys 1931 i 1932, inicia el seu treball de camp etnogràfic a Uganda —retornant a l'Àfrica oriental el 1937-1938 i l’any 1949. Allà hi estudia els sistemes locals de tinença de la terra que, més tard, incorporaria a la seva tesi doctoral An African People in the Twentieth Century.  
Que fos enviada a Àfrica sembla que va ser gairebé inevitable, ja que el professor Malinowski acabava d’aconseguir finançament del Rockefeller Institute per donar suport a membres designats per l’International African Institute. Així doncs, va aprofitar per enviar a l’Àfrica tant a Mair com a la majoria dels seus companys d’estudis. La tasca que li va assignar va ser l'estudi del “canvi social”. Sobre això, Mair (1969) escriuria:
| « | Malinowski em va enviar a estudiar el canvi social perquè, va dir, no sabia prou antropologia per a fer treball de camp estàndard. Avui, ningú considera l'estudi del canvi social com una ocupació per a principants. | » |

### Doctorat, docència i assessorament al govern britànic (1932-1946)
L’any 1932, quan retorna al Regne Unit, presenta la seva dissertació i rep el títol de doctora. Aquell mateix any, emprèn la seva tasca com a docent a la LSE ensenyant administració colonial. Els anys posteriors publica més extensament els seus estudis sobre polítiques natives a l’Àfrica, i retorna a l’Àfrica durant el període 1937-1938. Quan esclata la Segona Guerra Mundial, s'uneix al Royal Institute for International Affairs — conegut també com a “Chatham House”—, i l’any 1943 comença a treballar al Ministry of Information britànic. Un cop acabada la guerra, es dedica a entrenar a administradors australians per a treballar a Papua Nova Guinea (1945-1946).

### Professora a la LSE i producció acadèmica (1946-1986)
El 1946 s'incorpora altra vegada a la LSE; primer com a reader —rang que en català equivaldria a professora associada— en administració colonial i, a partir de l’any 1952, també en antropologia aplicada. L’any 1963, li és concedit el títol de professora, posició que mantindrà fins a la seva jubilació el 1968. Mair esdevé presidenta de la “Section N” de la British Association for the Advancement of Science l’any 1964. Durant aquest període també va analitzar la funció del matrimoni africà en la vida d’aquestes societats, publicant l’any 1971 un llibre més ampli sobre el matrimoni que contenia un capítol irònic titulat: What Are Husbands For? (per a què serveixen els marits?).
Després de retirar-se, va continuar impartint docència com a professora honorària a la Universitat de Kent i va publicar abastament el seu treball sobre antropologia teòrica i aplicada. Va ser durant aquest període que va escriure algunes de les seves obres més rellevants; incloent-hi la discussió sobre diverses formes de patronatge i el seu rol en la formació de l'estat a Primitive Government (1962). Va morir a Londres l’1 d’abril de 1986.

## Miscel·lània
El març de 1967 va impartir Witchcraft and Sorcery a la Universitat de Cambridge, una de les classes magistrals realitzades a aquesta i d'altres universitats per commemorar les contribucions de Sir James Frazer al coneixement —acte conegut com “The Sir James George Frazer Memorial Lectureship in Social Anthropology”. Aquesta conferència la va basar en el llibre Witchcraft, publicat dos anys més tard.
Al llarg del seu recorregut acadèmic, Mair es va involucrar estretament amb el Royal Anthropological Institute, guanyant la medalla RAI Wellcome l’any 1936. Va ser la secretària honorària d’aquesta institució durant el període 1974-1978 i la vicepresidenta durant els anys 1978-1979. A títol pòstum, l’any 1997, el Royal Anthropological Institute va instaurar la Lucy Mair Medal en Antropologia Aplicada per commemorar-la.
Un dels seus estudiants, John Davis, ha destacat el compromís de Mair amb l’intel·lectualisme i la seva dedicació a la racionalitat en els afers públics. També assenyala el to irònic que la va qualificar en la seva dedicació per treballar per al perfeccionament humà, i la seva convicció que la justícia només s'assoleix lluitant contra grans obstacles. També va augurar que la síntesi de Mair, el conjunt d’articles i llibres publicats entre els anys 1960 i 1970, seria reconeguda com a la summa antropològica que ha constituït.
Elizabeth Colson, amiga i companya de professió de Mair, va redactar un obituari en honor del seu record. La descriu com una dona amb un gran coratge, intransigent amb l'escriptura difusa, la ignorància de la història, la hipocresia i l'ensenyament mediocre. Clausura l’obituari amb aquestes paraules: 
| « | "Més enllà de la brusquedat del seu caràcter, probablement molts, mai no van veure la seva preocupació genuïna ni es van adonar de l'amplitud dels seus interessos. Lucy Mair va ser humanista abans de ser antropòloga, i va mantenir el seu interès en la literatura, teatre, art, arquitectura i música. Amb ella, un mai no estava obligat a parlar de feina ni tampoc sabia cap a on aniria la conversa. Arreu on anava podien gaudir de la seva habilitat per sintetitzar en una sola frase i usar l'enginy per fer tant la frase memorable com la intransigència de la niciesa humana suportable. | » |

## Obres (selecció)
La producció literària i acadèmica de Mair és extensa. Destaquen especialment els seus estudis d’antropologia aplicada i la clara anàlisi que va redactar sobre aquesta disciplina, apropant l'antropologia a la classe governant i també al públic general. Aquest és el recull de la seva obra:
- The protection of minorities; The working and scope of the minorities treaties under the League of Nations, Christophers, 1928
- An African people in the twentieth century, G. Routledge and Sons, 1934
- Welfare in the British colonies, Royal Institute of International Affairs, 1944
- Australia in New Guinea, Chponeismalditosrs, 1948
- Native administration in central Nyasaland, HMSO, 1952
- Studies in applied anthropology, Athlone, 1957
- Safeguards for democracy, Oxford University Press, 1961
- Primitive government, Penguin Books, 1962
- The Nyasaland Elections of 1961, Athlone Press, 1962
- New nations, University of Chicago Press, c1963
- An introduction to social anthropology, Clarendon Press, 1965
- The new Africa, Watts, 1967
- African marriage and social change, Cass, 1969
- Anthropology and social change, Athlone, 1969
- Native policies in Africa, Negro Universities Press, 1969
- Witchcraft, Weidenfeld & Nicolson, 1969
- The Bantu of Western Kenya: with special reference to the Vugusu and Logoli, published for the International African Institute by Oxford U.P., 1970.
- Marriage, Harmondsworth, Penguin, 1971
- African societies, Cambridge University Press, 1974
- African Kingdoms, Clarendon Press, 1977
- Anthropology and Development, Macmillan, 1984